# Goephanes albolineatipennis
Goephanes albolineatipennis là một loài bọ cánh cứng trong họ Cerambycidae.